# Rajd Argentyny 1997
Rezultaty Rajdu Argentyny (17. Rally Argentina), eliminacji Rajdowych Mistrzostw Świata w 1997 roku, który odbył się w dniach 22-24 maja. Była to siódma runda czempionatu w tamtym roku. Bazą rajdu było miasto Córdoba.

## Wyniki końcowe rajdu
| Msc.                   | Kierowca               | Pilot                  | Samochód                  | Czas                   | Strata                 | Grupa                  | Punkty                 |                        |
| Klasyfikacja generalna | Klasyfikacja generalna | Klasyfikacja generalna | Klasyfikacja generalna    | Klasyfikacja generalna | Klasyfikacja generalna | Klasyfikacja generalna | Klasyfikacja generalna | Klasyfikacja generalna |
| ---------------------- | ---------------------- | ---------------------- | ------------------------- | ---------------------- | ---------------------- | ---------------------- | ---------------------- | ---------------------- |
| 1                      | Tommi Mäkinen          | Seppo Harjanne         | Mitsubishi Lancer Evo IV  | 4:25.38                | 0.0                    | A8 M                   | 10                     |                        |
| 2.                     | Colin McRae            | Nicky Grist            | Subaru Impreza WRC        | 4:26.39                | +1.01                  | A8 M                   | 6                      |                        |
| 3.                     | Kenneth Eriksson       | Staffan Parmander      | Subaru Impreza WRC        | 4:30.06                | +4.28                  | A8 M                   | 4                      |                        |
| 4.                     | Marcus Grönholm        | Timo Rautiainen        | Toyota Celica GT-Four     | 4:35.16                | +9.38                  | A8                     | 3                      |                        |
| 5.                     | Didier Auriol          | Denis Giraudet         | Toyota Celica GT-Four     | 4:40.13                | +14.35                 | A8                     | 2                      |                        |
| 6.                     | Gustavo Trelles        | Jorge del Buono        | Mitsubishi Lancer Evo III | 4:49.38                | +24.00                 | N4                     | 1                      |                        |
| 7.                     | Raúl Sufan             | Martin Christie        | Toyota Celica GT-Four     | 4:49.51                | +24.13                 | A8                     |                        |                        |
| 8.                     | Harri Rovanperä        | Voitto Silander        | Seat Ibiza GTI 16V        | 4:55.21                | +29.43                 | A7                     |                        |                        |
| 9.                     | Oriol Gómez            | Marc Martí             | Seat Ibiza GTI 16V        | 4:58.44                | +33.06                 | A7                     |                        |                        |
| 10.                    | Pavel Sibera           | Petr Gross             | Škoda Felicia Kit Car     | 4:59.45                | +34.07                 | A6                     |                        |                        |
| PWRC                   |                        |                        |                           |                        |                        |                        |                        |                        |
| 1 (6.)                 | Gustavo Trelles        | Jorge del Buono        | Mitsubishi Lancer Evo III | 4:49.38                | –                      | N4                     |                        |                        |
| 2 (11.)                | Roberto Sanchez        | Edgardo Galindo        | Subaru Impreza 555        | 5:00:38                | +11:00                 | N4                     |                        |                        |
| 3 (12.)                | Manfred Stohl          | Peter Müller           | Mitsubishi Lancer Evo III | 5:01:22                | +11:44                 | N4                     |                        |                        |
| 2L WRC                 |                        |                        |                           |                        |                        |                        |                        |                        |
| 1 (8.)                 | Harri Rovanperä        | Voitto Silander        | Seat Ibiza GTI 16V        | 4:55.21                | –                      | A7                     |                        |                        |
| 2 (9.)                 | Oriol Gómez            | Marc Martí             | Seat Ibiza GTI 16V        | 4:58.44                | +1:01                  | A7                     |                        |                        |
| 3 (10.)                | Pavel Sibera           | Petr Gross             | Škoda Felicia Kit Car     | 4:59.45                | +4:28                  | A6                     |                        |                        |

1. ↑  Litera M przy oznaczeniu grupy do której należy samochód oznacza, iż tylko ci kierowcy zdobywali punkty dla swoich zespołów liczonych w klasyfikacji producentów na koniec sezonu.

## Klasyfikacja po 7 rundach
Tabele przedstawiają tylko pięć pierwszych miejsc.

### Kierowcy
| Lp. | Kierowca         | Pkt |
| --- | ---------------- | --- |
| 1   | Tommi Makinen    | 38  |
| 2   | Colin McRae      | 32  |
| 3   | Piero Liatti     | 18  |
| 4   | Carlos Sainz     | 18  |
| 5   | Kenneth Eriksson | 14  |

### Producenci
| Lp. | Producent           | Pkt |
| --- | ------------------- | --- |
| 1   | 555 Subaru WRT      | 64  |
| 2   | Mitsubishi Ralliart | 46  |
| 3   | Ford Motor Co. Ltd. | 29  |